# 布羅-德蘇
布羅-德蘇是瑞士的城鎮，位於該國西部，由納沙泰爾州負責管轄，面積4.95平方公里，海拔高度857米，2011年人口95，四成人口信奉基督教，人口密度每平方公里19人。